# Ataque aéreo en Bagdad del 12 de julio de 2007
La publicación por parte de Wikileaks del vídeo "Asesinato Colateral"  mostró al detalle un ataque aéreo en Bagdad del 12 de julio de 2007, cuando dos helicópteros estadounidenses AH-64 Apache, abrieron fuego contra un grupo de iraquíes, asesinando a 12 de ellos, incluidos dos colaboradores de la agencia de noticias Reuters. El ataque ocurrió cuando una aeronave estadounidense visualizó una concentración de personas, en una zona abierta de Bagdad. Después de vigilar al grupo, el personal militar pensó que los iraquíes portaban armas, y bajo la presunción de que se trataba de insurgentes, los helicópteros Apache eran autorizados a abrir fuego contra de la multitud, hiriendo y asesinando a varios de ellos. Poco después, una furgoneta llegaba al lugar del ataque para intentar evacuar a un herido, pero también era atacada por los helicópteros. Tras los ataques, llegaban al lugar las tropas terrestres estadounidenses.
Una investigación subsecuente llevada a cabo por las Fuerzas estadounidenses determinó que, a pesar de que los helicópteros se enfrentaron a un grupo de insurgentes armados, este enfrentamiento dejó dos reporteros de Reuters muertos, aparentemente a causa de fuego amigo. Investigaciones subsecuentes han puesto en duda la historia de las fuerzas estadounidenses, incluyendo a testigos que afirman que los hombres atacados por los helicópteros no llevaban consigo ningún tipo de arma.
El 5 de abril de 2010, el portal WikiLeaks publicó un video clasificado del incidente al que tituló Collateral Murder (Asesinato colateral). El video fue entregado a Wikileaks por la soldado Chelsea Manning en 2009. Las imágenes, de 40 minutos de duración fueron tomadas desde el mismo helicóptero del ataque y describen el incidente de manera clara y completa. El vídeo incluye también la transmisión radial desde y hacia el helicóptero entre los oficiales. La agencia Reuters citó una fuente anónima en la cual se confirma la autenticidad del video y del audio.

## Incidente

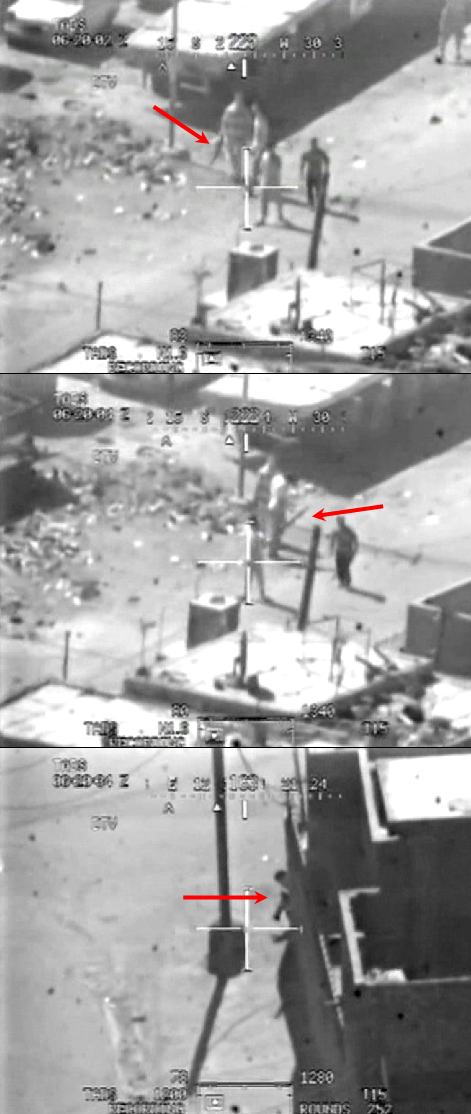
Un grupo de hombres son puestos al blanco de un ataque aéreo.

El 12 de julio de 2007 dos empleados nuevos de la agencia periodística Reuters de nombre Saeed Chmagh y Namir Noor-Eldeen, fueron asesinados en el distrito de al-Amin al-Thaniyah en Bagdad junto a un grupo de diez personas. El ataque fue dirigido desde un helicóptero Apache con armas de fuego de 30 milímetros. El teniente coronel Scott Bleichwehl, portavoz de las fuerzas estadounidenses en Bagdad, declaró:

No hay dudas de que las fuerzas de coalición estuvieron comprometidas en combates en contra de fuerzas hostiles.

Subsecuentemente, Reuters pidió al ejército de los Estados Unidos responder a los siguientes particulares:
- Una explicación por qué las dos cámaras de los dos periodistas fueron confiscadas.
- Acceso a cualquiera de las cámaras a bordo de los helicópteros apache que estuvieron involucrados en el incidente.
- Acceso a cualquiera de los registros de audio entre la tripulación de los helicópteros y las fuerzas de infantería del ejército estadounidense en el área.
- Acceso a los informes de las unidades involucradas en el incidente, en particular el registro de las armas que fueron tomadas de la escena del ataque.

Haciendo seguimiento del ataque, Reuters reportó que había entrevistado a testigos que aseguraron no ver hombres armados en el área y que la policía describió el ataque como un bombardeo indiscriminado de los estadounidenses. El ejército estadounidense informó en el día del ataque que los dos periodistas fueron asesinados junto con "nueve insurgentes" y que el helicóptero en cuestión estaba relacionado con una fuerza de tropas ataque estadounidense que habían sido atacados por fuego de armas pequeñas y granadas propulsadas por cohetes.

## Divulgación del vídeo
En una conferencia de prensa del 5 de abril de 2010 del Club Nacional de Prensa de los Estados Unidos, Wikileaks hizo público un vídeo en el cual aseguraba que se mostraba el asesinato de civiles iraquíes y dos periodistas de Reuters.
Wikileaks en su página especial Collateral Murder, identificó las fuentes como "un número de militares denunciantes de irregularidades". Hablando con Reuters en condición de anonimato, un oficial de Defensa de Estados Unidos confirmó la autenticidad del video y audio fugados.
El vídeo de 38 minutos de duración fue filmado desde el mismo helicóptero militar identificado como Apache y muestra cuando la tripulación abre fuego con su cañón automático M230 30mm a un grupo de hombres en donde se encuentran los dos periodistas de Reuters. La transmisión de radio capta la conversación entre unidades de tierra y la aeronave y se concluye que la tripulación piensa que los hombres tienen armas AK-47, lanzacohetes RPG's y granadas de mano.
Siguiendo el ataque inicial, una furgoneta azul llega a la escena del ataque en donde viene un grupo de hombres y dos niños aparentemente desarmados. Los hombres de la furgoneta intentan socorrer a uno de los supervivientes del primer ataque, quien después fue identificado como Saeed Chmagh. Intentan meterlo dentro del vehículo. La tripulación del apache recibe autorización nuevamente para abrir fuego en contra de la furgoneta. En este segundo ataque muere Chmagh y la persona que lo estaba rescatando. Los dos niños quedaron seriamente heridos, pero sobrevivieron y fueron evacuados cuando fueron descubiertos por un soldado que se aproxima a la furgoneta varios minutos después del ataque. Sin embargo, los intentos de evacuar los dos niños hacia un hospital militar estadounidense próximo son bloqueados por órdenes superiores que ordenaron su traslado a hospitales iraquíes.
Wikileaks anunció primero la posesión del vídeo en su Twitter el 8 de enero de 2010, y anunció la fecha de su publicación para el 21 de marzo. Publicidad del incidente comenzó a tener amplia cobertura el 5 de abril. El primer medio que le dio una extensa atención fue Al-Jazeera en inglés, RT y, por supuesto, Reuters, seguido de The Washington Post, BBC, New York Times, CNN, y El Mundo, entre otros.

## Premios
En mayo de 2011, el Festival de Cine y Derechos Humanos de Barcelona premió el trabajo de investigación "Collateral murder, Hellfire", realizado por Kristinn Hrafnsson vocal de Wikileaks e Ingi Ingason, con el premio Periodismo Internacional y Derechos Humanos.